# Wereldbeker schaatsen 2013/2014 - Massastart vrouwen
De massastart voor vrouwen voor de wereldbeker schaatsen 2013/2014 stond voor de derde keer officieel op het programma, dit seizoen slechts twee keer. De eerste was op 9 maart 2014 in Inzell en de tweede en laatste was in Heerenveen op 14 maart 2014.
Titelverdedigster was de Zuid-Koreaanse Kim Bo-reum die in het klassement de meeste punten verzamelde en Mariska Huisman en Ivanie Blondin voor bleef. Kim verdedigde haar titel niet, en werd opgevolgd door de Italiaanse Francesca Lollobrigida die de finale won en daarmee Irene Schouten en Janneke Ensing voor bleef.

## Reglementen
De vrouwen rijden een race van 15 rondes. Na 4, 8 en na 12 rondes is er een tussensprint waar de eerste vier rijdsters respectievelijk 5, 3, 2 en 1 punt krijgen. In de eindsprint na 15 rondes krijgen de eerste zes rijdsters respectievelijk 31, 15, 10, 5, 3 en 1 punt. Op deze manier is de winnaar van de eindsprint ook altijd de winnaar van de wedstrijd. De verdere einduitslag wordt eerst bepaald aan de hand van het behaalde aantal punten. Voor rijdsters die een gelijk puntenaantal behalen, inclusief diegenen zonder punten, is de volgorde van de eindsprint bepalend. Deelnemers die de race niet uitreden, verliezen eventuele punten behaald in de tussensprints.
Bij zeer grote belangstelling zou de eerste wedstrijd eventueel opgesplitst worden in een A en een B-groep, maar dat bleek niet nodig.

## Podia
| Wedstrijd: | Goud:                         | Tijd    | Punten | Zilver:                  | Punten | Brons:                   | Punten |
| Inzell     | Claudia Pechstein Duitsland   | 8.25,56 | 34     | Janneke Ensing Nederland | 26     | Irene Schouten Nederland | 13     |
| Heerenveen | Francesca Lollobrigida Italië | 8.36,52 | 35     | Irene Schouten Nederland | 16     | Ivanie Blondin Canada    | 12     |

## Eindstand
| #  | Schaatser              | INZ | HVN | Totaal |
| -- | ---------------------- | --- | --- | ------ |
| 1  | Francesca Lollobrigida | 50  | 150 | 200    |
| 2  | Irene Schouten         | 70  | 120 | 190    |
| 3  | Janneke Ensing         | 80  | 75  | 155    |
| 4  | Ivanie Blondin         | 45  | 105 | 150    |
| 5  | Mariska Huisman        | 60  | 90  | 150    |
| 6  | Claudia Pechstein      | 100 | 45  | 145    |
| 7  | Maria Lamb             | 40  | 40  | 80     |
| 8  | Jelena Peeters         | 32  | 36  | 68     |
| 9  | Masako Hozumi          | 36  | 32  | 68     |
| 10 | Saskia Alusalu         | 28  |     | 28     |
| 11 | Camilla Farestveit     | 24  |     | 24     |
| 12 | Shoko Fujimura         | 21  |     | 21     |
| 13 | Isabell Ost            | 18  |     | 18     |
| 14 | Nana Takagi            | 16  |     | 16     |
| 15 | Anna Ringsred          | 14  |     | 14     |
| 15 | Luiza Złotkowska       | 14  |     | 14     |
| 17 | Roxanne Dufter         | 10  |     | 10     |

## Wereldbekerwedstrijden
Dit is een overzicht van de individuele wedstrijden.

### Inzell
| Rang   | Schaatser              | Punten massastart | Tijd    | Punten wereldbeker | GWC |
| ------ | ---------------------- | ----------------- | ------- | ------------------ | --- |
| Goud   | Claudia Pechstein      | 34                | 8.25,56 | 100                | 10  |
| Zilver | Janneke Ensing         | 26                | 8.25,62 | 80                 | 8   |
| Brons  | Irene Schouten         | 13                | 8.30,66 | 70                 | 7   |
| 4      | Mariska Huisman        | 10                | 8.31,02 | 60                 | 6   |
| 5      | Francesca Lollobrigida | 10                | 8.31,51 | 50                 | 5   |
| 6      | Ivanie Blondin         | 3                 | 8.31,76 | 45                 |     |
| 7      | Maria Lamb             | 2                 | 8.31,68 | 40                 |     |
| 8      | Masako Hozumi          | 0                 | 8.31,75 | 36                 |     |
| 9      | Jelena Peeters         | 0                 | 8.32,85 | 32                 |     |
| 10     | Saskia Alusalu         | 0                 | 8.33,63 | 28                 |     |

### Heerenveen
| Rang   | Schaatser              | Punten massastart | Tijd    | Punten wereldbeker | GWC  |
| ------ | ---------------------- | ----------------- | ------- | ------------------ | ---- |
| Goud   | Francesca Lollobrigida | 35                | 8.36,52 | 150                | 15   |
| Zilver | Irene Schouten         | 16                | 8.36,80 | 120                | 12   |
| Brons  | Ivanie Blondin         | 12                | 8.37,45 | 105                | 10,5 |
| 4      | Mariska Huisman        | 12                | 8.37,97 | 90                 | 9    |
| 5      | Janneke Ensing         | 11                | 8.37,18 | 75                 | 7,5  |
| 6      | Claudia Pechstein      | 7                 | 8.38,71 | 45                 |      |
| 7      | Maria Lamb             | 5                 | 8.37,62 | 40                 |      |
| 8      | Jelena Peeters         | 1                 | 8.37,83 | 36                 |      |
| 9      | Masako Hozumi          | 1                 | 8.47,87 | 32                 |      |

2011/2012 · 
2012/2013 · 
2013/2014 · 
2014/2015 · 
2015/2016 · 
2016/2017 · 
2017/2018 · 
2018/2019 · 
2019/2020 · 
2020/2021 · 
2021/2022 · 
2022/2023 · 
2023/2024 · 
2024/2025